# Ḥā'

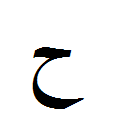
Ḥa in isolierter Form

Ḥāʾ, حاء, ist der sechste Buchstabe des arabischen Alphabets und (als حی جیمی He-ye Dschimi) der achte des persischen. Er ist aus dem phönizischen Chet hervorgegangen und dadurch mit dem lateinischen H, dem griechischen Eta und dem hebräischen Chet verwandt. Ihm ist der Zahlenwert 8 zugeordnet.

## Lautwert und Umschrift
Das Ḥāʾ hat keine genaue Entsprechung im Deutschen; am nächsten würde das „H“ im deutschen Hall oder Hopp! kommen. Außersprachlich entsteht dieser Laut oft beim Versuch des Abkühlens heißer Speisen im Mund durch Hauchen. Es handelt sich hierbei um den stimmlosen pharyngalen Frikativ [ħ], quasi ein stark behauchtes „h“, das durch eine Verengung im Rachenraum produziert wird und dessen stimmhaftes Gegenstück das ʿAin ist. In der DMG-Umschrift wird ح mit einem punktierten h (ḥ) wiedergegeben. In der nichtwissenschaftlichen Umschrift wird meist „h“ verwendet. Dabei geht die Unterscheidung vom (dem deutschen „H“ entsprechenden) Hāʾ verloren; in Domainnamen, Internetforen sowie bei der Benutzung von Chatprogrammen repräsentiert ein „h“ ebenso das Hāʾ, wohingegen für das Ḥāʾ die Ziffer „7“ benutzt wird.
In der modernen Orthografie des Maltesischen, das sich seit dem Mittelalter der lateinischen Schrift bedient, ist dem im Arabischen als Ḥā' dargestellten Laut das Graphem „ħ“ zugewiesen.

## Ha in Unicode
| Unicode Codepoint | U+062D            |
| Unicode-Name      | ARABIC LETTER HAH |
| HTML              | &#1581;           |
| ISO 8859-6        | 0xcd              |